# Delosperma luckhoffii
Delosperma luckhoffii är en isörtsväxtart som beskrevs av L. Bol.. Delosperma luckhoffii ingår i släktet Delosperma, och familjen isörtsväxter. Inga underarter finns listade i Catalogue of Life.